# رومان بروكوف
رومان بروكوف (بالألمانية: Roman Prokoph)‏ (مواليد 6 أغسطس 1985 في برلين - ألمانيا) لاعب كرة قدم ألماني يلعب حاليا لصالح نادي الدرجة الأولى بوخوم الألماني منذ 2008 في مركز الوسط المهاجم .

## روابط خارجية
- رومان بروكوف على موقع قاعدة بيانات كرة القدم.إي يو (الإنجليزية)
- رومان بروكوف على موقع بيانات كرة القدم. دي إي (الألمانية)
- رومان بروكوف على موقع عالم كرة القدم.نت (الإنجليزية)
- رومان بروكوف على موقع كووورة